# Jean Manga Onguene
Jean Manga Onguene (ur. 12 czerwca 1946 w Ngoulemekong) – kameruński piłkarz występujący na pozycji napastnika. Trener piłkarski.

## Kariera klubowa
Onguene przez całą zawodową karierę związany był z Canonem Jaunde, w którym grał w latach 1966-1982. W tym czasie zdobył z nim 6 mistrzostw Kamerunu (1970, 1974, 1977, 1979, 1980, 1982), 6 Pucharów Kamerunu (1967, 1973, 1975, 1976, 1977, 1978), 3 Afrykańskie Puchary Mistrzów (1971, 1978, 1980) oraz Afrykański Puchar Zdobywców Pucharów w 1979 roku. W 1980 roku został uznany Piłkarzem Roku w Afryce.

## Kariera reprezentacyjna
W reprezentacji Kamerunu Onguene grał w latach 1967-1981.

## Kariera trenerska
W latach 1997–1998 Onguene był selekcjonerem reprezentacji Kamerunu. W 1998 roku wystąpił z nią na Pucharze Narodów Afryki, który Kamerun zakończył na ćwierćfinale.